# NGC 90
NGC 90 este o galaxie spirală situată în constelația Andromeda, membră a grupului NGC 80. Aceasta interacționează cu galaxia NGC 93 și a fost descoperită de către astronomul R. J. Mitchell în 26 octombrie 1854.

## Legături externe
- en Revised NGC Data for NGC 90